# Martine Beswick
Martine Beswick (Port Antonio, 26 de septiembre de 1941) es una modelo y actriz británica nacida en Jamaica.

## Vida y carrera
Sus primeras apariciones como actriz están ligadas a la serie sobre el agente James Bond. Aunque audicionó para la primera película de Bond, Dr. No, fue elegida como la chica gitana, Zara, en la segunda película Desde Rusia con amor. Estuvo envuelta en la escena de la famosa pelea con su rival Vida (interpretada por la ex Miss Israel Aliza Gur). Fue acreditada incorrectamente como "Martin Beswick" en la secuencia de títulos. Beswick apareció después como la malograda Paula Caplan en Operación Trueno. Había estado alejada del Caribe por tanto tiempo que estuvo obligada a tomar sol constantemente durante dos semanas antes de la filmación, con el fin de verse como una local.

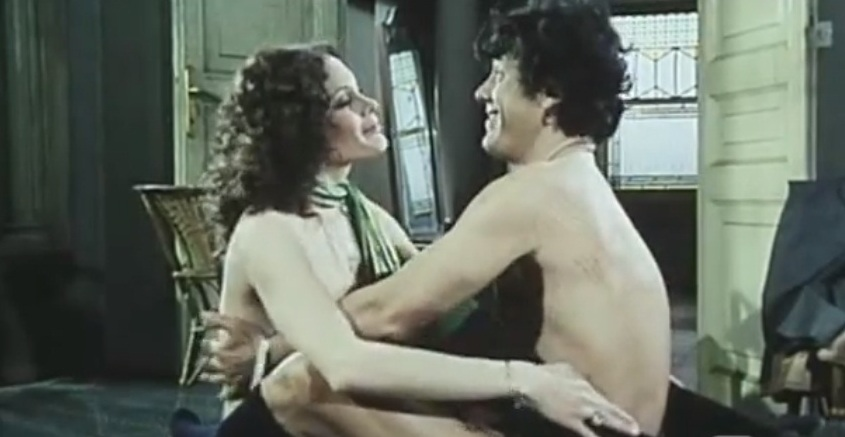
Martine Beswick y Franco Franchi: fotograma de la película de 1973 Ultimo tango a Zagarol, parodia de la obra de Bertolucci El último tango en París, de 1972. La película Ultimo tango a Zagarol fue dirigida por N. Cicero, y no fue rodada en Zagarolo, sino en Roma.

Martine pasó a aparecer en One Million Years B.C. junto a Raquel Welch, con quien también participó en una pelea. Entonces apareció en varias películas de la productora británica Hammer: Mujeres prehistóricas (Slave Girls, 1967) y Doctor Jekyll y su hermana Hyde (Dr. Jekyll and Sister Hyde, 1971). Interpretó a Adelita en la película de spaghetti western Yo soy la revolución en 1967 junto a Klaus Kinski y Gian Maria Volonté. Protagonizó el debut como director de Oliver Stone como director en Seizure, en 1974, como la Reina del Mal. En la década de 1970, Beswick se trasladó a Hollywood y apareció regularmente en la pantalla grande y en la pequeña. Hizo numerosas apariciones en series de televisión como Sledge Hammer!, La isla de la fantasía, Profesión Peligro, Mannix, The Six Million Dollar Man y Falcon Crest. En 1980, interpretó el papel principal en la película de comedia The Happy Hooker Goes Hollywood.
La carrera de Beswick continuó siendo activa en la década de 1990. En los últimos años, principalmente ha participado en documentales  proporcionando comentarios sobre sus experiencias en las muchas películas en las que ha aparecido. Era dueña de una empresa de mudanzas en Londres, pero está semirretirada actualmente excepto por sus apariciones en convenciones Bond internationales.
Comenzando con Melvin y Howard en 1980, cambió la escritura de su apellido a "Beswicke", pero regresó a su nombre original a mediados de los '90; su último crédito como "Beswicke" fue Wide Sargasso Sea en 1993.